# Dermatopatologie

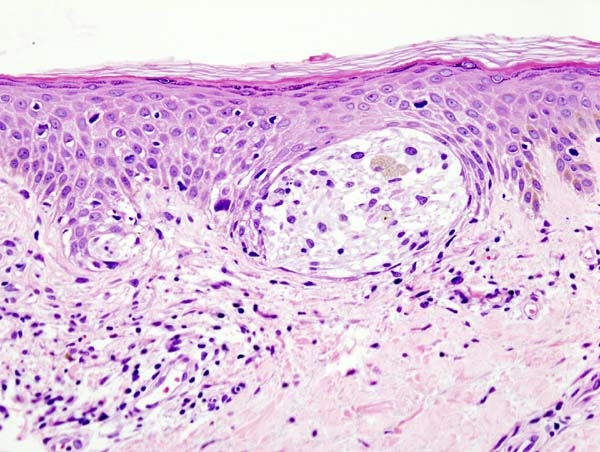
Histologický obraz melanomu barvený hematoxylin-eosinem

Dermatopatologie je obor patologické anatomie zabývající se studiem patologických změn probíhajících v lidské kůži. Základem je vyšetření mikroskopické bioptických vzorků kůže pomocí běžných histologických technik, dermatopatologie se však snaží nalézat vztahy mezi funkčními změnami v kůži a jejich morfologickým obrazem.